# Фајлсдорф (Тирингија)
Фајлсдорф (њем. Veilsdorf) општина је у њемачкој савезној држави Тирингија. Једно је од 43 општинска средишта округа Хилдбургхаузен. Према процјени из 2010. у општини је живјело 3.060 становника. Посједује регионалну шифру (AGS) 16069053.

## Географски и демографски подаци
Фајлсдорф се налази у савезној држави Тирингија у округу Хилдбургхаузен. Општина се налази на надморској висини од 390 метара. Површина општине износи 30,9 km². У самом мјесту је, према процјени из 2010. године, живјело 3.060 становника. Просјечна густина становништва износи 99 становника/km².